# 水島昇
水島 昇（みずしま のぼる、1966年6月30日 - ）は、日本の医学者、生物学者（細胞生物学・生化学）。学位は、博士（医学）（東京医科歯科大学・1996年）。東京大学大学院医学系研究科教授。
財団法人東京都医学研究機構東京都臨床医学総合研究所室長、東京医科歯科大学大学院医歯学総合研究科教授などを歴任した。

## 概要
医学部出身者であるが、のちに細胞生物学や生化学を研究する生物学者となった。オートファジーの研究に取り組み、それに纏わる基本分子群とその機能を解明した。さらに、哺乳類におけるオートファジーを研究し、世界で初めて、生きた細胞内部のオートファジー現象を可視化することに成功した。それらの研究を通じて、オートファジーの分子メカニズムと生理機能を明らかにした。これにより2013年には恩師の大隅良典とともにトムソン・ロイター引用栄誉賞を受賞し、ノーベル生理学・医学賞の有力候補の一人として名が挙げられていたが、2016年に大隅がノーベル生理学・医学賞を単独受賞し水島の受賞は成らなかった。

## 来歴

### 生い立ち
1966年、東京都新宿区にて生まれた。曽祖父に日清製粉グループ創業者の正田貞一郎がいる。化学者の祖父水島三一郎や医者の父水島裕の影響を受け、幼いころは科学者か医師になろうと考えていた。当初は物理学に関心を示していたが、分子生物学、生化学、生命科学に興味を持ち、生物学を専門にしたいと考えるようになった。理学部に進学したいと考えていたが、父の裕から医学部でも生命科学の研究ができるとアドバイスされた。その影響を受け、1985年に武蔵高等学校を卒業すると、東京医科歯科大学医学部医学科に進学した。
1991年に東京医科歯科大学を卒業すると、そのまま大学院に進学し、医学研究科にて学んだ。大学院では免疫学の研究に取り組んでいたが、免疫系の複雑さと幅広さに対して自身の能力が追いついていないと感じるようになり、次第に免疫細胞間のコミュニケーションよりも細胞内部の現象を研究したいと思うようになる。1996年に東京医科歯科大学大学院の博士課程を修了し、博士（医学）の学位を取得した。

### 研究者として
大学院修了後の1996年より、いわゆるポスドクとして、日本学術振興会の特別研究員となった。そのころ、基礎生物学研究所教授の大隅良典が著したオートファジーの論文を読んで感銘を受け、大隅の下で研究したいと申し出た。1998年より、基礎生物学研究所の研究員を非常勤で務めるようになる。また、1999年からは、科学技術振興事業団のさきがけ研究21研究員を専任で務めることとなった。2002年、基礎生物学研究所の助手に就任した。また、2004年から、東京都医学研究機構の東京都臨床医学総合研究所にて代謝制御研究部門の室長を務めた。2006年、母校である東京医科歯科大学に転じ、大学院の医歯学総合研究科にて教授に就任し、細胞生理学分野の講義を担当した。2012年には、東京大学に転じ、大学院の医学系研究科にて教授に就任し、分子細胞生物学専攻分子生物学分野の講義を担当している。

## 研究
専門は医学や生物学に跨っているが、特に細胞生物学や生化学などの分野を中心に研究している。特にオートファジーの分子メカニズムや、その生理学的な機能についての研究が知られている。緑色蛍光蛋白質により緑色に光るオートファゴソームを、遺伝子操作でマウスに組み込むことで、電子顕微鏡を用いずにオートファジーの観察ができるようにした。これらの研究論文は他の研究者から多数引用されており、2013年にはトムソン・ロイター引用栄誉賞を受賞している。そのほかにも、日本医療研究開発大賞、日本生化学会奨励賞、日本分子生物学会三菱化学奨励賞、文部科学大臣表彰若手科学者賞、フェブスレター若手科学者賞、日本学術振興会賞、塚原仲晃記念賞、井上学術賞、日本生化学会柿内三郎記念賞、武田医学賞などを受賞している。
学術団体としては、日本細胞生物学会、日本生化学会、日本分子生物学会などに所属している。日本細胞生物学会では評議委員や運営委員を務め、日本生化学会では評議員や常務理事を務め、日本分子生物学会では理事を務めた。

## 人物
趣味は音楽であり、小学校ではピアノを習い、中学校、高等学校ではブラスバンドにて打楽器を担当、大学ではオーボエに取り組んだ。スポーツにおいては、特にテニスを好む。

## 略歴
- 1966年 - 東京都新宿区にて誕生。
- 1985年 - 武蔵高等学校卒業。
- 1991年 - 東京医科歯科大学医学部医学科卒業。
- 1996年 - 東京医科歯科大学大学院医学研究科内科学専攻博士課程修了。博士（医学）。
- 1996年 - 日本学術振興会特別研究員。
- 1998年 - 岡崎国立共同研究機構（現自然科学研究機構）基礎生物学研究所非常勤研究員。
- 1999年 - 科学技術振興事業団さきがけ研究21研究員。
- 2002年 - 岡崎国立共同研究機構（現自然科学研究機構）基礎生物学研究所助手（文部科学教官任官）。さきがけ研究21「タイムシグナルと制御」領域研究員兼任。
- 2004年 - 財団法人東京都医学研究機構（現公益財団法人東京都医学総合研究所）東京都臨床医学総合研究所代謝制御研究部門室長・副参事研究員。
- 2006年 - 東京医科歯科大学大学院医歯学総合研究科教授（基礎医学系細胞生物学分野）。
- 2012年 - 東京大学大学院医学系研究科教授（分子細胞生物学専攻分子生物学分野）。

## 学術賞
- 2001年 - 日本生化学会奨励賞
- 2005年 - 日本分子生物学会三菱化学奨励賞
- 2006年 - 文部科学大臣表彰若手科学者賞
- 2007年 - フェブスレター若手科学者賞
- 2008年 - 日本学術振興会賞
- 2008年 - 塚原仲晃記念賞
- 2009年 - 井上学術賞
- 2010年 - 日本生化学会柿内三郎記念賞
- 2011年 - 武田医学賞
- 2013年 - トムソン・ロイター引用栄誉賞『オートファジーの分子メカニズムおよび生理学的機能の解明』
- 2015年 - 上原賞
- 2016年 - 持田記念学術賞
- 2016年 - 高峰記念第一三共賞
- 2020年 - 藤原賞
- 2020年 - 日本医療研究開発大賞 文部科学大臣賞

## 栄典
- 2021年 - 紫綬褒章[9][10]

## 著作

### 単著
- 水島昇著『細胞が自分を食べるオートファジーの謎』PHP研究所、2011年。ISBN 9784569800714

### 編纂
- 水島昇・吉森保編『オートファジー――生命をささえる細胞の自己分解システム』化学同人、2012年。ISBN 9784759815054

### 翻訳
- Nalini Chandar・Susan Viselli著、水島昇監訳『イラストレイテッド細胞分子生物学』丸善書店、2012年。ISBN 9784621085035

## 関連人物
- 大隅良典